# بوگ چیتو (آلاباما)
بوگ چیتو (به انگلیسی: Bogue Chitto) یک منطقهٔ مسکونی در ایالات متحده آمریکا است که در شهرستان دالاس، آلاباما واقع شده‌است. بوگ چیتو ۴۶٫۰۳ متر بالاتر از سطح دریا واقع شده‌است.